# 舊社大橋
24°49′32″N 120°58′46″E / 24.8256°N 120.9794°E
舊社大橋，原名溪州大橋，是跨越臺灣頭前溪的一座橋樑。此橋完全位於新竹市北區舊社里境內，橋樑兩側皆為新竹市湳雅街。。
此橋鄰近新竹縣市界，從其北端出口沿湳雅街北行約200公尺，即到達跨越豆仔埔溪、連接新竹縣竹北市溪州里的水利大橋，接續竹北市溪州路（鄉道竹54-2線）。南端出口引道則與新竹市公道五路相交，設有紅綠燈號誌。 溪州大橋與水利大橋共同擔任連絡新竹縣市頭前溪兩岸的任務。舊社大橋是新竹縣、市除了頭前溪橋以外最重要的連接橋樑。

## 橋樑安全監測預警系統
2010年6月28日，新竹縣市共6座橋樑完成橋樑安全監測預警系統，分別是竹東鎮中正大橋、竹林大橋、橫山鄉新興大橋與南昌橋、五峰鄉清泉大橋以及新竹市溪州大橋。監測以橋墩傾斜與橋面斷裂為目標，當橋樑發生上述情況時，橋的兩端「警示閃光蜂鳴器」會發出訊息，並顯示在LED顯示看板上，提醒過往行人與車輛注意。同時警示也會以手機簡訊與影像方式，立即傳送到相關橋樑維護單位與人員，立即做有效處置。

## 橋樑改建
舊社大橋的前身是溪州大橋，於1982年興建，僅為雙向各單車道，車道總寬約7.5公尺，道路容量明顯不足，除了上下班尖峰時段交通壅塞之外，常看到汽機車爭道，險象環生。且多年來因鳳凰、辛樂克、薔蜜颱風等一再摧殘，橋墩基礎裸露嚴重，相關單位雖屢在颱風過後進行橋墩、河床保固措施，仍於2011年被列為危橋，部份橋樑構件已呈現老舊狀況，近年來也常因為颱風來襲，溪水暴漲而封橋，為了確保民眾通行的安全，決定改建，尤其最近十年來新竹市湳雅、舊社地區及竹北人口增加迅速，加上公道五路延伸到武陵路，往來溪州大橋的縣市車輛暴增，僅有兩車道設計的溪州大橋根本無法負荷，溪州橋改建後將可望紓解不少的交通流量，也能大幅提升用路人的安全性。。
「新竹市溪州橋（舊社大橋）改建工程」南起新竹市公道五路與湳雅街口，北至新竹縣竹北市水利大橋南岸橋台，計畫橋寬為26公尺，其中溪州橋南岸引道約20公尺，溪州橋拓寬改建約705公尺，溪州路拓寬約135公尺，橋樑斷面兩側均設置2.5公尺寬之人行道（含自行車道），雙向各配置1快車道（3.5公尺）+1混合車道（4.5公尺），完工後除可解決新竹市湳雅街、竹北市溪州路尖峰時段之交通壅塞現象，亦將紓解台1線之龐大車流。此外，這座橋樑在力學上也做了大膽的設計，由於臨近出海口約6公里，考量防洪功能，因此以大跨距並減少落墩的設計方式，配合2座橋台，9處落墩鋼箱梁施作，跨距最大達80公尺，將可大大增加通水斷面，提升耐洪能力。除了交通建設之外，採斜張雙塔的外型設計，在橋梁中心，以「竹」字小篆體做為設計意象，2座橋塔是竹節，而雙側對稱的纜線則像竹葉，更有銜接新竹縣市的意涵，並於平日、假日與節慶夜晚搭配不同LED主題光雕橋塔，呈現大新竹的新風貌，也有兼具觀賞的地標意涵。
開工動土典禮於2011年12月29日舉辦，改建工程由內政部營建署負責辦理，已於2011年12月15日完成發包作業，工程總預算新台幣12億1,210萬元，決標金額8億8,520萬元。
經過一年多的施工，已完成一半工程，2013年5月28日封閉舊橋拆橋施工，並改開放已完成的側橋樑和引道，一樣是南北雙向兩車道。2014年7月22日雙向完工通車。改建後的溪州橋將改稱舊社大橋。

## 橋樑周邊
- 台68線東西向快速公路－南寮竹東線新竹一交流道
- 新竹市公道五路
- 新竹市湳雅街
- 新竹市北區舊社國民小學
- 新竹市立光華國民中學
- 新竹縣竹北市溪州路
- 水利大橋